# Zalabaksa
Zalabaksa község Zala vármegyében, a Lenti járásban.

## Fekvése
A település Zala vármegyében, a Lenti-medence északi részén található, Lentitől 11 kilométerre északra, a megyeszékhely Zalaegerszegtől pedig 30 kilométerre délkeletre. A község területén áthalad át a 86-os főút, de a közigazgatási területének délnyugati részét egy rövid szakaszon érinti a Lenti-Bajánsenye közti 7416-os út is. A településről indul még ki, a 86-os főútból kiágazva a 7419-es út, amely Csesztreg központjába vezet, illetve itt ér véget a 7426-os út, amely Lentikápolnát és Kerkabarabást köti össze a 86-os főúttal.
Jelentős vízfolyása a Kerka patak, mely választóvonalát képezi Hetés, illetve Göcsej tájegységeinek.

## Története
Zalabaksa és környéke ősidők óta lakott helynek számít, amit a falu határában feltárt	késő bronzkori és római kori leletek is bizonyítanak. A jelenlegi főútvonala mentén húzódott a rómaiak híres és nagyon fontos hadi- és kereskedelmi útja, a nevezetes borostyánút is.
Az őstelepülés Szentandrás első írásos említése 1287-ből való, mely ekkor már egyházas hely volt. Később 1341-ben említették ismét az oklevelek Baxafalva, Hegendfelde néven.
A település az 1800-as évek végén egyesült Györfa kisközséggel, majd 1908-ban Baksát Zala előtaggal látták el, azóta mai nevét viseli. Később 1940-ben Cup kisközség is a település része lett.

## Közélete

### Polgármesterei
- 1990–1994: Horváth Ottó (független)[3]
- 1994–1998: Horváth Ottó (független)[4]
- 1998–2002: Horváth Ottó (független)[5]
- 2002–2006: Horváth Ottó (független)[6]
- 2006–2010: Pácsonyi Imre (Fidesz-KDNP)[7]
- 2010–2014: Horváth Ottó (független)[8]
- 2014–2019: Horváth Ottó (független)[9]
- 2019–2024: Horváth Ottó (független)[10]
- 2024– : Dr. Szalár Edina (független)[1]

## Népesség
A település népességének változása:
| Lakosok száma | 689  | 701  | 694  | 626  | 578  | 598  | 601  |
|               | 2013 | 2014 | 2015 | 2021 | 2022 | 2023 | 2024 |

A 2011-es népszámlálás idején a nemzetiségi megoszlás a következő volt: magyar 93,2%, cigány 4,6%, német 1,8%. A lakosok 73%-a római katolikusnak, 4,4% reformátusnak, 0,88% evangélikusnak, 1,76% felekezeten kívülinek vallotta magát (19,3% nem nyilatkozott).
2022-ben a lakosság 90,3%-a vallotta magát magyarnak, 3,1% németnek, 1,9% cigánynak, 0,5% ukránnak, 0,3% szlovénnek, 0,2% románnak, 0,2% ruszinnak, 1,7% egyéb, nem hazai nemzetiségűnek (7,8% nem nyilatkozott; a kettős identitások miatt a végösszeg nagyobb lehet 100%-nál). Vallásuk szerint 54,7% volt római katolikus, 2,6% református, 1,2% görög katolikus, 0,9% evangélikus, 0,7% egyéb keresztény, 0,2% egyéb katolikus, 10,2% felekezeten kívüli (29,6% nem válaszolt).

## A település az irodalomban
- Érintőlegesen szerepel a település Bödőcs Tibor humorista első regényében, a zalai vidéki helyszínek sokaságát felvillantó Meg se kínáltak című kötetben (a 42. fejezetben).